# From Hell
From Hell (en Español: "Desde el infierno") es una serie limitada de historietas realizada entre 1993 y 1997 por el guionista Alan Moore y el dibujante Eddie Campbell, que especula acerca de la identidad y motivaciones del enigmático asesino Jack el Destripador. Su título procede de las primeras palabras de una carta anónima que fue enviada a la prensa en 1888, simultáneamente a los crímenes, y que pudo haber sido escrita por el propio asesino. La obra está minuciosamente documentada para proporcionar verosimilitud a la historia.
En 2001, la historia fue llevada al cine con el mismo título por los hermanos Hughes, en una adaptación escasamente fiel a la obra original, protagonizada por Johnny Depp, Heather Graham e Ian Holm.

## Trayectoria editorial
Los primeros capítulos de From Hell se publicaron originalmente en Taboo. Cuando esta revista desapareció, la historia completa fue publicada por Tundra Publishing y Kitchen Sink Press en diez volúmenes, entre 1991 y 1996. Un apéndice, From Hell: The Dance of the Gull-Catchers, apareció en 1998.
La serie se recopiló en un solo volumen por Eddie Campbell Comics, en 1999. En esta edición en formato de novela gráfica se incluyen alrededor de cuarenta páginas de notas indicando cuáles de las escenas tienen una base real y cuáles proceden exclusivamente de la imaginación de Moore, y documentando las fuentes.
En España la edición en un solo volumen fue publicada por Planeta DeAgostini en 2001 (ISBN 84-395-9158-6), dentro de la colección Trazado. Previamente, en 1999, la misma editorial había ofrecido una edición en cinco tomos de la obra.
Actualmente publica la obra Top Shelf Productions.

## Argumento
From Hell toma como punto de partida la teoría del libro de Stephen Knight, Jack the Ripper: The Final Solution -considerada en general poco solvente por los expertos-, según la cual los asesinatos serían el resultado de una conspiración masónica y real para ocultar el nacimiento de un hijo legítimo del príncipe Alberto, Duque de Clarence, nieto de la reina Victoria. Moore afirma en el apéndice de la obra que no suscribe esta hipótesis acerca de los asesinatos, pero que lo consideró un interesante punto de partida para narrar la historia.
En la misma, el príncipe Albert Victor, duque de Clarence, nieto de la reina Victoria, tiene una hija fruto de su matrimonio secreto con la dependienta Annie Crook, del East End de Londres. La reina encomienda al médico real, el masón Sir William Withey Gull, la misión de acabar con todos aquellos que sepan de la existencia de la niña. Las víctimas son un grupo de prostitutas amigas de Annie Crook, que habían intentado chantajear al amigo del príncipe, el pintor Walter Sickert, para conseguir dinero con el que hacer frente a la extorsión de unos matones.
Gull da una interpretación mágica a la macabra misión que le ha sido encomendada. Para él, los asesinatos son un acto de magia simbólica que contribuye a reforzar el poder del hombre sobre la mujer. Su peculiar punto de vista es expuesto por Gull en un alucinante recorrido, junto al cochero John Netley, por la ciudad de Londres, cuya arquitectura es interpretada en clave simbólica (especialmente las siniestras iglesias del arquitecto Nicholas Hawksmoor).
Netley y Gull inician sus expediciones nocturnas, y, sucesivamente, acaban con las vidas de Polly Nicholls, Annie Chapman, Elizabeth Stride y Catherine Eddowes. La investigación de los asesinatos es llevada a cabo por Frederick Abberline, ayudado por el vidente Albert Lees.
Algunos personajes históricos que aparecen en la obra, aparte de los ya mencionados, son Oscar Wilde, Aleister Crowley, William Butler Yeats, James Hinton, Joseph Merrick (conocido como "El Hombre Elefante"), y miembros del circo de Buffalo Bill.

## Interpretaciones
Más allá de las controversias acerca de la identidad o de los motivos que impulsaron al célebre asesino, el verdadero interés de Moore es realizar un retrato profundamente crítico de la Inglaterra victoriana. Las desigualdades sociales de esta época -la edad dorada del Imperio Británico- aparecen patentes: en uno de los capítulos de la obra, se contrasta la jornada cotidiana del opulento doctor Gull y de una de sus miserables víctimas, la prostituta Polly Nichols. El contraste en los dibujos de Eddie Campbell es capital: contrastan una imagen dulce, suave y hasta estereotipada de la vida social de la elite londinense, con dibujos (dominantes en el libro) hechos de muchas rayas toscas y oscuras que dan forma a los personajes y la ciudad. Los dibujos propondrían que no es la imagen dulce la que prevaleció en Londres sino la contraria, la que prevalece en el libro: todo Londres, desde la Reina hasta la última de las prostitutas, es un "infierno", y el Dr. Gull es su rey.
Durante el relato de uno de los asesinatos, las escenas del crimen se alternan con las imágenes de un mitin cercano, conducido por William Morris, donde el escenario está dominado por un retrato de Karl Marx. En el apéndice de la obra, Moore expresa sardónicamente su pesar por el hecho de que Inglaterra no haya conocido una revolución sangrienta similar a la francesa.